# Exocentrus assamensis
Exocentrus assamensis là một loài bọ cánh cứng trong họ Cerambycidae.